# Claudiu Herea
Claudiu Constantin Herea (n. 16 martie 1990, București, România) este un fotbalist român, care joacă pe post de mijlocaș la CS Tunari în Liga a III-a.
Este fratele mai mic al lui Ovidiu Herea, de asemenea fotbalist.